# Campionato irlandese di football americano
Il campionato irlandese di football americano è una competizione che riunisce l'élite dei club irlandesi (di tutta l'isola d'Irlanda) di football americano dal 1986. L'organizzatore del campionato e delle squadre nazionali è American Football Ireland (AFI).
Questa competizione si disputa con una stagione regolare con girone all'italiana, seguita dai play-off con una finale soprannominata Shamrock Bowl.

## Formato
Il campionato attuale è diviso in tre categorie: la AFI Premier Division, la AFI Division 1 e la AFI Division 2.
Il gioco si svolge con le regole della AFI che si basano sul regolamento della NCAA.
Prima del 1986 le squadre irlandesi partecipavano al campionato britannico.

## Stagione 2022
| AFI Premier Division - Belfast Knights - Belfast Trojans - Cork Admirals - Craigavon Cowboys - Dublin Rebels - South Dublin Panthers - University College Dublin - West Dublin Rhinos |  | AFI Division 1 - Cill Dara Crusaders - Donegal Derry Vipers - Trinity College - UL Vikings - Westmeath Minotaurs - Wexford Eagles |  | AFI Division 2 - Antrim Jets - Causeway Giants - Louth Mavericks - NI Razorbacks - North Dublin Pirates |

## Finali

### Campionati di primo livello
| Data                | Shamrock Bowl                                             | Vincitore                                                 | Punteggio                                                 | Finalista                                                 |
| ------------------- | --------------------------------------------------------- | --------------------------------------------------------- | --------------------------------------------------------- | --------------------------------------------------------- |
| 1986                | All-Ireland Final (16 agosto)                             | Belfast Blitzers                                          | 7-0                                                       | Dublin Celts                                              |
| 1986                | Shamrock Bowl I (5 ottobre)                               | Craigavon Cowboys                                         | 6-2                                                       | Dublin Celts                                              |
| 1987 (27 settembre) | Shamrock Bowl II                                          | Dublin Celts                                              | 43-25                                                     | Craigavon Cowboys                                         |
| 1988 (21 agosto)    | Shamrock Bowl III                                         | Dublin Celts                                              | 34-6                                                      | Belfast Blitzers                                          |
| 1989 (5 novembre)   | Shamrock Bowl IV                                          | Dublin Celts                                              | 7-6                                                       | Antrim Bulldogs                                           |
| 1990                | Irish League Final (11 agosto)                            | Craigavon Cowboys                                         | 54-3                                                      | Belfast Spartans                                          |
| 1990                | Shamrock Bowl V (1º settembre)                            | Dublin Celts                                              | 40-0                                                      | Craigavon Cowboys                                         |
| 1991 (29 settembre) | Shamrock Bowl VI                                          | Dublin Celts                                              | 44-0                                                      | Antrim Bulldogs                                           |
| 1992 (20 settembre) | Shamrock Bowl VII                                         | Craigavon Cowboys                                         | 14-6                                                      | Antrim Bulldogs                                           |
| 1993 (26 settembre) | Shamrock Bowl VIII                                        | Dublin Tornadoes                                          | 22-2                                                      | Dublin Celts                                              |
| 1994 (25 settembre) | Shamrock Bowl IX                                          | Dublin Tornadoes                                          | 21-15                                                     | Carrickfergus Knights                                     |
| 1995 (24 settembre) | Shamrock Bowl X                                           | Dublin Tornadoes                                          | 44-12                                                     | Carrickfergus Knights                                     |
| 1996                | Shamrock Bowl XI                                          | Dublin Lightning                                          | 26-8                                                      | Dublin Tornadoes                                          |
| 1997 (21 settembre) | Shamrock Bowl XII                                         | Carrickfergus Knights                                     | 21-0                                                      | Dublin Bulls                                              |
| 1998 (30 agosto)    | Shamrock Bowl XIII                                        | Carrickfergus Knights                                     | 22-14                                                     | Dublin Tigers                                             |
| 1999 (29 agosto)    | Shamrock Bowl XIV                                         | Dublin Tigers                                             | 22-6                                                      | Carrickfergus Knights                                     |
| 2000                | Stagione non disputata                                    | Stagione non disputata                                    | Stagione non disputata                                    | Stagione non disputata                                    |
| 2001 (16 dicembre)  | Shamrock Bowl XV                                          | Dublin Rebels                                             | 28-7                                                      | Carrickfergus Knights                                     |
| 2002 (16 giugno)    | Shamrock Bowl XVI                                         | Carrickfergus Knights                                     | 66-0                                                      | UL Vikings                                                |
| 2003 (10 agosto)    | Shamrock Bowl XVII                                        | Dublin Rebels                                             | 24-12                                                     | Carrickfergus Knights                                     |
| 2004 (29 agosto)    | Shamrock Bowl XVIII                                       | Dublin Rebels                                             | 24-22                                                     | Carrickfergus Knights                                     |
| 2005 (28 agosto)    | Shamrock Bowl XIX                                         | Dublin Rebels                                             | 26-19                                                     | Belfast Bulls                                             |
| 2006 (20 agosto)    | Shamrock Bowl XX                                          | Dublin Rebels                                             | 44-12                                                     | UL Vikings                                                |
| 2007 (29 luglio)    | Shamrock Bowl XXI                                         | UL Vikings                                                | 22-14                                                     | Cork Admirals                                             |
| 2008 (10 agosto)    | Shamrock Bowl XXII                                        | UL Vikings                                                | 14-12                                                     | Dublin Rebels                                             |
| 2009 (9 agosto)     | Shamrock Bowl XXIII                                       | UL Vikings                                                | 9-6 o.t.                                                  | Dublin Rebels                                             |
| 2010 (7 agosto)     | Shamrock Bowl XXIV                                        | Dublin Rebels                                             | 15-0                                                      | UL Vikings                                                |
| 2011 (31 luglio)    | Shamrock Bowl XXV                                         | Dublin Rebels                                             | 14-13                                                     | UL Vikings                                                |
| 2012 (14 luglio)    | Shamrock Bowl XXVI                                        | Belfast Trojans                                           | 16-14                                                     | UL Vikings                                                |
| 2013 (20 luglio)    | Shamrock Bowl XXVII                                       | Belfast Trojans                                           | 48-18                                                     | Dublin Rebels                                             |
| 2014 (10 agosto)    | Shamrock Bowl XXVIII                                      | Belfast Trojans                                           | 7-0                                                       | Trinity College                                           |
| 2015 (9 agosto)     | Shamrock Bowl XXIX                                        | Belfast Trojans                                           | 28-14                                                     | Trinity College                                           |
| 2016 (7 agosto)     | Shamrock Bowl XXX                                         | Dublin Rebels                                             | 12-7                                                      | Belfast Trojans                                           |
| 2017 (13 agosto)    | Shamrock Bowl XXXI                                        | Dublin Rebels                                             | 12-6                                                      | Carrickfergus Knights                                     |
| 2018 (19 agosto)    | Shamrock Bowl XXXII                                       | Cork Admirals                                             | 18-16                                                     | Dublin Rebels                                             |
| 2019 (4 agosto)     | Shamrock Bowl XXXIII                                      | Belfast Trojans                                           | 24-10                                                     | South Dublin Panthers                                     |
| 2020-2021           | Stagioni non disputate a causa della pandemia di COVID-19 | Stagioni non disputate a causa della pandemia di COVID-19 | Stagioni non disputate a causa della pandemia di COVID-19 | Stagioni non disputate a causa della pandemia di COVID-19 |
| 2022 (7 agosto)     | Shamrock Bowl XXXV                                        | University College Dublin                                 | 24-52                                                     | Dublin Rebels                                             |

### Campionati di secondo livello
| Data             | Finale                                                    | Vincitore                                                 | Punteggio                                                 | Finalista                                                 |
| ---------------- | --------------------------------------------------------- | --------------------------------------------------------- | --------------------------------------------------------- | --------------------------------------------------------- |
| 2013             |                                                           | North Kildare Reapers                                     | Vincitori del girone                                      |                                                           |
| 2014 (17 agosto) | IAFL1 Bowl I                                              | University College Dublin                                 | 40-0                                                      | Cork Admirals                                             |
| 2015 (14 agosto) | IAFL1 Bowl II                                             | Waterford Wolves                                          | 13-12                                                     | Cork Admirals                                             |
| 2016 (14 agosto) | IAFL1 Bowl III                                            | Cork Admirals                                             | 38-7                                                      | Belfast Trojans II                                        |
| 2017 (20 agosto) | IAFL1 Bowl IV                                             | Louth Mavericks                                           | 23-18                                                     | Craigavon Cowboys                                         |
| 2018 (12 agosto) | IAFL1 Bowl V                                              | West Dublin Rhinos                                        | 16-14                                                     | Craigavon Cowboys                                         |
| 2019 (28 luglio) | IAFL1 Bowl VI                                             | Craigavon Cowboys                                         | 28-27                                                     | Westmeath Minotaurs                                       |
| 2020-2021        | Stagioni non disputate a causa della pandemia di COVID-19 | Stagioni non disputate a causa della pandemia di COVID-19 | Stagioni non disputate a causa della pandemia di COVID-19 | Stagioni non disputate a causa della pandemia di COVID-19 |
| 2022 (31 luglio) | Division 1 Bowl VII                                       | Westmeath Minotaurs                                       | 16-13                                                     | UL Vikings                                                |

### Campionati di terzo livello
| Data             | Finale                                                    | Vincitore                                                 | Punteggio                                                 | Finalista                                                 |
| ---------------- | --------------------------------------------------------- | --------------------------------------------------------- | --------------------------------------------------------- | --------------------------------------------------------- |
| 2014 (17 agosto) | IAFL2 Bowl I                                              | Tyrone Titans                                             | 20-7                                                      | Dundalk Mavericks                                         |
| 2015 (2 agosto)  | IAFL2 Bowl II                                             | Belfast Trojans II                                        | 48-0                                                      | South Kildare Soldiers                                    |
| 2016 (28 agosto) | IAFL2 Bowl III                                            | Donegal Derry Vipers                                      | 33-29                                                     | Wexford Eagles                                            |
| 2017 (20 agosto) | IAFL2 Bowl IV                                             | Meath Bulldogs                                            | 40-0                                                      | Antrim Jets                                               |
| 2018             | Stagione non disputata                                    | Stagione non disputata                                    | Stagione non disputata                                    | Stagione non disputata                                    |
| 2019 (14 luglio) | IAFL2 Bowl V                                              | Cill Dara Crusaders                                       | 34-26                                                     | Meath Bulldogs                                            |
| 2020-2021        | Stagioni non disputate a causa della pandemia di COVID-19 | Stagioni non disputate a causa della pandemia di COVID-19 | Stagioni non disputate a causa della pandemia di COVID-19 | Stagioni non disputate a causa della pandemia di COVID-19 |
| 2022 (31 luglio) | Division 2 Bowl VI                                        | Antrim Jets                                               | 22-0                                                      | Louth Mavericks                                           |

### DV8 Development League
| Data          | Finale | Vincitore          | Punteggio            | Finalista            |
| ------------- | ------ | ------------------ | -------------------- | -------------------- |
| 2008 (agosto) |        | Cork Admirals II   | 30-0                 | Dublin Rebels II     |
| 2009          |        | Craigavon Cowboys  | Vincitori del girone | Vincitori del girone |
| 2010          |        | Tullamore Phoenix  | Vincitori del girone | Vincitori del girone |
| 2011          |        | Tullamore Phoenix  | Vincitori del girone | Vincitori del girone |
| 2012          |        | Drogheda Lightning | Vincitori del girone | Vincitori del girone |

### Campionati universitari
| Data               | Finale                         | Vincitore                 | Punteggio            | Finalista                 |
| ------------------ | ------------------------------ | ------------------------- | -------------------- | ------------------------- |
| 2006 (19 marzo)    | College Bowl I                 | UL Vikings                | 58-0                 | DCU Saints                |
| 2007 (3 giugno)    | College Bowl II                | UL Vikings                | 50-2                 | DCU Saints                |
| 2008               | College Bowl III               | UL Vikings                | 47-12                | DCU Saints                |
| 2009               | College Bowl IV                | UL Vikings                | 22-0                 | DCU Saints                |
| 2010 (20 novembre) | College Bowl V                 | Trinity College           | 12-6 (3 o.t.)        | UL Vikings                |
| 2011               | College Bowl VI                | Trinity College           | 7-0                  | University College Dublin |
| 2012               | College Bowl VII               | Trinity College           | v-p                  | UL Vikings                |
| 2013               | College Bowl VIII              | Trinity College           | 12-0                 | UL Vikings                |
| 2014 (23 novembre) | Intervarsity Championship IX   | University College Dublin | 26-20                | Trinity College           |
| 2015               | Intervarsity Championship X    | ?                         | ?-?                  | ?                         |
| 2016               | Intervarsity Championship XI   | ?                         | ?-?                  | ?                         |
| 2017 (19 novembre) | Intervarsity Championship XII  | University College Dublin | v-p                  | UL Vikings                |
| 2018               |                                | University College Dublin | Vincitori del girone | Vincitori del girone      |
| 2019               | Intervarsity Championship XIII | University College Dublin | 17-8                 | UL Vikings                |

## Squadre per numero di campionati vinti
Le tabelle seguenti mostrano le squadre ordinate per numero di campionati vinti nelle diverse leghe.

### Shamrock Bowl
|   | Squadra                   | Anni                                                 |
| - | ------------------------- | ---------------------------------------------------- |
| 9 | Dublin Rebels             | 2001, 2003, 2004, 2005, 2006, 2010, 2011, 2016, 2017 |
| 5 | Belfast Trojans           | 2012, 2013, 2014, 2015, 2019                         |
| 5 | Dublin Celts              | 1987, 1988, 1989, 1990, 1991                         |
| 3 | UL Vikings                | 2007, 2008, 2009                                     |
| 3 | Carrickfergus Knights     | 1997, 1998, 2002                                     |
| 3 | Dublin Tornadoes          | 1993, 1994, 1995                                     |
| 2 | Craigavon Cowboys         | 1986, 1992                                           |
| 1 | University College Dublin | 2022                                                 |
| 1 | Cork Admirals             | 2018                                                 |
| 1 | Dublin Tigers             | 1999                                                 |
| 1 | Dublin Lightning          | 1996                                                 |

### IAFL1/Division 1 Bowl
|   | Squadra                   | Anni |
| - | ------------------------- | ---- |
| 1 | Westmeath Minotaurs       | 2022 |
| 1 | Craigavon Cowboys         | 2019 |
| 1 | West Dublin Rhinos        | 2018 |
| 1 | Louth Mavericks           | 2017 |
| 1 | Cork Admirals             | 2016 |
| 1 | Waterford Wolves          | 2015 |
| 1 | University College Dublin | 2014 |
| 1 | North Kildare Reapers     | 2013 |

### IAFL2/Division 2 Bowl
|   | Squadra              | Anni |
| - | -------------------- | ---- |
| 1 | Antrim Jets          | 2022 |
| 1 | Cill Dara Crusaders  | 2019 |
| 1 | Meath Bulldogs       | 2017 |
| 1 | Donegal Derry Vipers | 2016 |
| 1 | Belfast Trojans      | 2015 |
| 1 | Tyrone Titans        | 2014 |

### DV8 Development League
|   | Squadra            | Anni       |
| - | ------------------ | ---------- |
| 2 | Tullamore Phoenix  | 2010, 2011 |
| 1 | Drogheda Lightning | 2012       |
| 1 | Craigavon Cowboys  | 2009       |
| 1 | Cork Admirals      | 2008       |

### College Bowl/Intervarsity Championship
|   | Squadra                   | Anni                   |
| - | ------------------------- | ---------------------- |
| 4 | University College Dublin | 2014, 2017, 2018, 2019 |
| 4 | Trinity College           | 2010, 2011, 2012, 2013 |
| 4 | UL Vikings                | 2006, 2007, 2008, 2009 |